# Наділля (гміна)
Ґміна Надолє (пол. Gmina Nadole) — колишня (1934—1939 рр.) сільська ґміна Коросненського повіту Львівського воєводства Польської республіки (1918—1939) рр.. Центром ґміни було село Надолє.

1 серпня 1934 р. було створено ґміну Надолє в Кросненському повіті. До неї увійшли сільські громади: Гирова, Глойсце, Драганова, Збоїська, Івля, Липовиця, Надолє, Рівне, Теодорівка, Терстяна, Цергова.